# スタンリー・ウッドワード

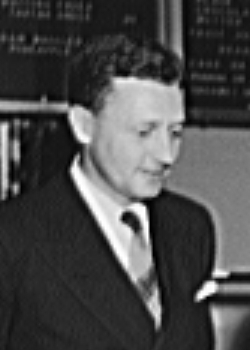
スタンリー・ウッドワード

スタンリー・ウッドワード (Stanley Woodward, 1899年3月12日 - 1992年8月17日）は、アメリカ合衆国の政治家、外交官。民主党に所属し、1950年代前半に駐カナダ大使を務めた。

## 生涯
1899年3月12日、スタンリー・ウッドワードはペンシルベニア州フィラデルフィアにおいて誕生した。ウッドワードは第一次世界大戦中の1918年にアメリカ陸軍に従軍した。ウッドワードは1922年にイェール大学を卒業した。ウッドワードは1923年から1924年までパリ自由政治学院で研究生として過ごした。
ウッドワードは1925年に国務省に入省し、外交部の職員となった。ウッドワードは1926年以降、外交官として諸外国に駐在した。ウッドワードは1926年から1929年までスイスのジュネーヴで副領事を務め、続いて1929年から1933年までベルギーのブリュッセル、1933年から1934年までハイチのポルトープランスで領事を務めた。
ウッドワードは1934年にアメリカに帰国した。ウッドワードは1934年から1937年までペンシルベニア州フィラデルフィアでフェアマウント公園の監理委員を務めた。
ウッドワードは1937年に外交部に復帰した。ウッドワードは1937年から1944年まで国務省で儀典次官補を務め、続いて1944年から1950年まで国務省儀典長を務めた。
ウッドワードは1950年から1953年まで駐カナダ大使を務めた。ウッドワードは駐カナダ大使在任中、1951年にブリティッシュコロンビア大学から法学博士号を、1952年にラヴァル大学から法学博士号を、1953年にビショップス大学から民法学博士号を、それぞれ贈られた。
ウッドワードは駐カナダ大使退任後、1953年から1955年まで民主党全国委員会の財務長を務めた。1992年8月17日、ウッドワードはワシントンD.C.の自宅において、脳卒中に伴う合併症により死去した。